# Statuia lui Mihail Kogălniceanu din București
Statuia lui Mihail Kogălniceanu din București este amplasată pe un soclu în Piața Mihail Kogălniceanu și îl înfățișează pe omul politic, istoricul și scriitorul Mihail Kogălniceanu, în picioare, cu mâna dreaptă sprijinită în șold și cu piciorul stâng ușor împins spre înainte.
Statuia a fost executată în bronz în anul 1936 de către sculptorul Oscar Han.
Soclul în formă de trunchi de piramidă, în trei trepte, are înălțimea de 6 metri, iar statuia ce îl reprezintă pe Mihail Kogălniceanu în picioare, în poziție de orator, are 3 metri înălțime.
Statuia lui Mihail Kogălniceanu este declarată monument de importanță A, cod LMI B-III-m-A-19997.